# داوید رابادان
دیوید رادان (انگلیسی: David Rabadán؛ زادهٔ ۲۲ مهٔ ۲۰۰۰) بازیکن فوتبال اهل اسپانیا است.